# Haplotaxodon
Haplotaxodon é um género de peixe da família Cichlidae.
Este género contém as seguintes espécies:
- Haplotaxodon microlepis